# Gentilly (Bécancour)
Pour les articles homonymes, voir Gentilly.
Gentilly, connu autrefois sous le nom de Saint-Édouard-de-Gentilly, est un village situé dans la ville de Bécancour, au Québec, au Canada. 
La localité existe de manière indépendante de 1900 à 1965 et son territoire est aujourd'hui inclus dans le secteur Gentilly de la ville de Bécancour. C'est l'un des principaux centres de population dans le vaste territoire de Bécancour, avec 1 673 habitants recensés à Gentilly lors du recensement de la population en 2016. Le village abrite une population de langue française traditionnellement parlante et accueille le célèbre Potirothon annuel. Bien que Gentilly soit une petite ville, elle dispose de tous les services essentiels et d'une communauté chaleureuse et accueillante. Le parc régional de la rivière Gentilly est proche de la ville et offre des activités de randonnée, de camping, de mountain biking et de kayak. Il est également à proximité du parc industriel de Bécancour où la plupart des industries sont impliquées dans la fabrication. Parmi celles-ci, on trouve la centrale nucléaire de Gentilly, mise hors service en 2012.

## Histoire
En 1647, la Compagnie des Cent-Associés, également connue sous le nom de la Compagnie de la Nouvelle-France, vendit deux fiefs aux bords de la rivière Saint-Laurent et de la rivière Gentilly à Nicolas Marsolet et Pierre Lefebvre. En 1668, Pierre Lefebvre céda son titre de fief à son gendre Félix Thunès (Sieur Dufresne), qui le conserva jusqu'en 1669, date à laquelle il passa à Michel Pelletier (Sieur de Laprade). La même année, Pelletier obtint de l'intendant Bouterouse une parcelle de terre bordant le fief de Nicolas Marsolet. En 1671, Marsolet vendit également son fief à Michel Pelletier, qui possédait maintenant une parcelle de terre le long d'environ 10 kilomètres de côte sur le Saint-Laurent et s'étendait sur 8 kilomètres à l'intérieur des terres. C'est sur cette terre que Gentilly serait établie. En 1683, ces trois concessions de terres obtinrent le statut de "seigneurie des Poissons". La Seigneurie de Gentilly a été mesurée en mars 1735 et le territoire est devenu une paroisse en 1784. La ville a été nommée Saint-Édouard-de-Gentilly en référence à Gentilly, Val-de-Marne, en France.
Le 10 avril 1900, la paroisse de Saint-Édouard-de-Gentilly a été scindée et la ville est devenue un village indépendant, prenant le nom raccourci de Gentilly. Le 17 octobre 1965, Gentilly a été fusionnée à la municipalité de Bécancour et en fait maintenant partie.

## Personnalités
- Paul-Éloi Marier (1810-1880), homme politique, un des chefs de la rébellion des Patriotes, y est né.
- Denis Villeneuve (1967-), réalisateur, scénariste et producteur, y est né.